# Zezoń borowiec
Zezoń borowiec (Atrecus longiceps) – gatunek chrząszcza z rodziny kusakowatych i podrodziny kusaków. Zamieszkuje palearktyczną Eurazję.

## Taksonomia
Gatunek ten opisany został po raz pierwszy w 1873 roku przez Charlesa A.A. Fauvela pod nazwą Baptolinus longiceps. Jako miejsce typowe wskazano południowo-wschodnią Francję. W 1949 roku Baptolinus zsynonimizowany został przez Charlesa Edwarda Tottenhama z rodzajem Atrecus; kombinację Atrecus longiceps jako pierwszy podał Aleš Smetana w 1958 roku.

## Morfologia
Chrząszcz o mocno wydłużonym ciele długości od 6 do 8 mm. Głowa jest w zarysie prawie kwadratowa z zaokrąglonymi kątami tylnymi, barwy smolistobrunatnej z rdzawobrunatnymi głaszczkami i czułkami, pokryta mikrorzeźbą w postaci siateczkowania. Warga górna ma na przedniej krawędzi szerokie wycięcie trójkątne. Punkty na skroniach są delikatne i rozproszone. Czułki mają człon pierwszy tak długi jak trzy następne razem wzięte, człon czwarty wyraźnie dłuższy niż szeroki, a człon piąty nieco dłuższy niż szeroki i z równoległymi bokami. Przedplecze jest smolistobrunatne, ku tyłowi lekko zwężone. Pokrywy są nieco szersze od przedplecza, smolistobrunatne, na barkach, nasadzie i wzdłuż szwu rdzawo rozjaśnione. Ich powierzchnię pokrywają bezładnie rozmieszczone, delikatne punkty oraz słabo zaznaczone zmarszczki. Wzdłuż szwu pokryw biegnie listewka. Odnóża są rdzawobrunatne. Przednia ich para ma kolczaste golenie i rozszerzone stopy. Liczne kolce zbroją również golenie pary środkowej, natomiast na tylnych goleniach kolców jest nie więcej niż dwa. Odwłok jest smolistobrunatny z rdzawo rozjaśnionym wierzchołkiem i tylnymi krawędziami tergitów. Punktowanie przy krawędziach odwłoka jest gęste.

## Ekologia i występowanie
Owad leśny, higrofilny, saproksyliczny, o borealno-górskim typie rozsiedlenia. Bytuje pod wilgotną odstającą korą oraz w butwiejącym drewnie obumarłych jodeł, świerków, sosen, a rzadko drzew liściastych. Jest chrząszczem reliktowym związanym z lasami pierwotnymi.
Kusakowaty ten jest drapieżnikiem żerującym głównie na larwach muchówek.
Gatunek palearktyczny, znany z Wielkiej Brytanii, Francji, Belgii, Holandii, Niemiec, Szwajcarii, Austrii, Włoch, Danii, Szwecji, Norwegii, Finlandii, Estonii, Litwy, Polski, Czech, Słowacji, Węgier, Bułgarii, Słowenii, Chorwacji, Bośni i Hercegowiny oraz europejskiej i syberyjskiej części Rosji. W Polsce podawany jest z nielicznych, rozproszonych stanowisk, w tym z Karkonoszy, Gór Bialskich, Gór Bardzkich, Beskidu Żywieckiego, Pienin, Bieszczadów, Gór Świętokrzyskich, Lasów Murckowskich, Roztocza, Puszczy Białowieskiej i Pojezierza Mazurskiego. Na „Czerwonej liście gatunków zagrożonych Republiki Czeskiej” umieszczony jest jako gatunek zagrożony wymarciem (EN).